# 格雷-讷维尔
格雷-讷维尔（法語：Grez-Neuville，法語發音：[ɡʁe nøvil] ⓘ）是法国曼恩-卢瓦尔省的一个市镇，属于瑟格雷区。该市镇由格雷（Grez）和讷维尔（Neuville）两地组成。

## 地理
格雷-讷维尔（47°36'10"N, 0°40'53"W）面积26.9 平方千米，位于法国卢瓦尔河地区大区曼恩-卢瓦尔省，该省份为法国西部内陆省份，大致对应安茹地区，北起顺时针与马耶讷省、萨尔特省、安德尔-卢瓦尔省、维埃纳省、德塞夫勒省、旺代省、大西洋卢瓦尔省和伊勒-维莱讷省接壤。
与格雷-讷维尔接壤的市镇（或旧市镇、城区）包括：安茹地区隆格内、索当茹、托里涅当茹、勒利翁当热、安茹地区埃德尔。

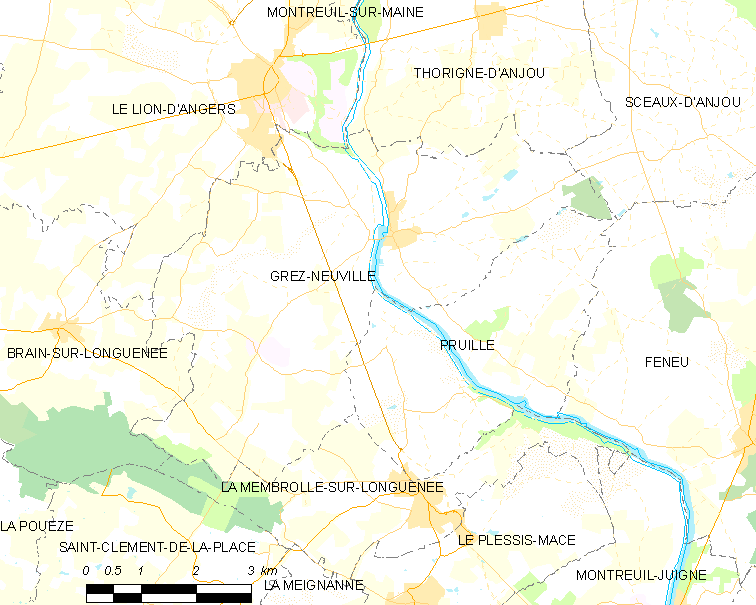
格雷-讷维尔的OSM定位图

格雷-讷维尔的时区为UTC+01:00、UTC+02:00（夏令时）。

## 行政
格雷-讷维尔的邮政编码为49220，INSEE市镇编码为49155。

## 政治
格雷-讷维尔所属的省级选区为蒂耶尔塞县。

## 人口

1962-2008年间格雷-讷维尔人口变化图示

格雷-讷维尔于2022年1月1日时的人口数量为1437人。